# 13 (テレビドラマ)
『13』（サーティーン）は、2020年8月1日から8月22日まで毎週土曜日の23時40分 - 翌0時35分（JST）に東海テレビの制作によりフジテレビ系『オトナの土ドラ』枠で放送されていた日本のテレビドラマ。主演は桜庭ななみ。
当初は2020年6月6日から放送開始の予定だったが、新型コロナウイルスの感染拡大にともない、3月末から撮影が中止され、5月23日には放送延期が明らかになった。その後、同年6月29日に8月1日からの放送開始が発表された。

## 概要
2016年にイギリスのBBCテレビで放送された『サーティーン/13 誘拐事件ファイル』(英語版)の日本版リメイク作品。
「オトナの土ドラ」第28作目の作品で、同枠史上初の4話製作となる。

## あらすじ
愛情にあふれ平穏に過ごす父母姉妹4人暮らしの相川家の13歳の長女、百合亜（桜庭ななみ）が行方不明になり、26歳になった13年後突如家族の元に帰る。 生還した百合亜を待っていたのは様変わりした世界。 父宗一（神保悟志）は愛人と暮らし、家族はバラバラの状態だった。 母麻美（板谷由夏）は娘の13年振りの帰宅を迎え入れるべく失踪当時の状況を取り繕うように奔走する。 当時仲良しで大好きだった渉（井上祐貴）は同級生のミサ（高月彩良）と暮らしていた。 当初は、監禁された少女の被害者として注目されるが、犯人の黒川一樹（藤森慎吾）と顔見知りであった可能性や監禁されていた場所から、白骨死体が発見されると事態は一変、男を誘惑した小悪魔とされ、世間からも追及される。 警察では被害者から容疑者へと事態が一変、刑事の田辺佐緒里 （遊井亮子）から執拗な取り調べを受ける。事情聴取でも証言が二転三転し、とらえどころのない百合亜の言動は、周囲の人々を翻弄していく。そんな中、百合亜に逃亡された黒川は新たなターゲットとして、8歳の森麗花（野澤しおり）を誘拐監禁する。防犯カメラに映し出された黒川の姿に百合亜は動揺する。麗花の父は百合亜に捜査に協力くするように強く迫る。百合亜の妹の千帆（石川瑠華）は突然の姉の帰宅に戸惑いを見せていたが次第に状況に理解を示し、心を開いて行く。 厳しい警察の取り調べを受け、心を閉ざしている百合亜に、母麻美が13年前のある秘密を打ち明け謝罪したことにより、百合亜が真実を語るように。そして聴取中警察に黒川から電話で百合亜と会わせるよう要求が入り、麗花との交換が提示される、百合亜はその要求に応じることを決意する。百合亜は黒川と接触、麗花が解放されるが、警察の失策で百合亜は黒川に再び誘拐されてしまい行方が分からなくなる。怯えの止まない麗花、警察は麗花にアジトのヒントを探ろうと画策するが、麗花の父が猛反発する。百合亜の安否を心配する父宗一は、麗花の父に懇願、ついに麗花からアジト近辺の特徴を入手、警察は場所を特定し緊急出動する。
しかし、再び黒川の異常な行動によって百合亜に危機が迫る。そして、百合亜の安否と最後に家族の愛は…。

## キャスト

### 相川家
相川百合亜（あいかわ ゆりあ）〈25〉
演 - 桜庭ななみ（8歳時：金恒那、13歳時：乃上桃音）
13年前に行方不明となり、突然家族のもとに帰ってきた女性。1994年5月7日生まれ。
相川麻美（あいかわ まみ）〈46〉
演 - 板谷由夏
百合亜の母。　
相川宗一（あいかわ そういち）〈55〉
演 - 神保悟志
百合亜の父。事件をきっかけに妻と不仲になった上、会社の部下と不倫し、5年前から別居している。
相川千帆（あいかわ ちほ）〈22〉
演 - 石川瑠華（4歳時：佐々木桜、9歳時：山崎莉里那）
百合亜の妹。

### 刑事
永井敏彦（ながい としひこ）〈34〉
演 - 青柳翔（劇団EXILE）
百合亜を担当する刑事。
田辺佐緒里（たなべ さおり）〈39〉
演 - 遊井亮子
永井とタッグを組む先輩刑事。
広岡義之（ひろおか よしゆき）
演 - 久ヶ沢徹
刑事。

### その他
日置渉（ひおき わたる）〈26〉
演 - 井上祐貴（13歳時：黒澤宏貴）
百合亜の失踪当時の恋人。ジュースショップを経営している。
黒川一樹（くろかわ かずき）
演 - 藤森慎吾（オリエンタルラジオ）
百合亜を13年前、誘拐した犯人。
松岡ミサ（まつおか みさ）
演 - 高月彩良
渉の婚約者。
黒川優樹（くろかわ ゆうき）
演 - 大窪人衛
一樹の弟。百合亜からは「ユウくん」と呼称されている。
森麗花（もり れいか）〈8〉
演 - 野澤しおり
百合亜の次に黒川に誘拐された。
まどか
演 - 永島聖羅（13歳時：首藤悠羽）
岸秀和（きし ひでかず）
演 - 橋本禎之
アナウンサー
演 - 福島智之

## スタッフ
- 原作 - 『Thirteen』
- 企画 - 市野直親（東海テレビ）
- 音楽 - 吉川慶
- 主題歌 - LiSA「愛錠」（ソニー・ミュージックレーベルズ）[7]
- 脚本 - 浅野妙子
- 演出 - 水田成英
- プロデュース - 遠山圭介（東海テレビ）、浅野澄美（FCC）
- 協力プロデューサー - 松本圭右（東海テレビ）
- 制作 - 東海テレビ、FCC

## 放送日程
| 話数   | 放送日  | サブタイトル | ラテ欄                                                                                  |
| ------ | ------- | ------------ | --------------------------------------------------------------------------------------- |
| 第1話  | 8月01日 | 生還と軋轢   | 今夜衝撃が走る 13年ぶりに帰った少女 13年の間に一体何が? 13年で崩壊した家族と13歳の恋    |
| 第2話  | 8月08日 | 隔絶と恋慕   | 今夜は妹が動く!? 13年ぶり憂鬱な誕生会 13年前の事件洗い直す 13歳の淡い恋… しかし13年後は |
| 第3話  | 8月15日 | 秘密と告白   | 百合亜の衝撃告白 13年の孤独支えた愛!? 13年間隠した母の秘密 13年前の悲劇を生んだ13歳の情 |
| 最終話 | 8月22日 | 過去と未来   | 百合亜が選ぶのは家族かそれとも… 24時間ギリギリの捜査 時を経て蘇る恐怖の瞬間に勝つ       |